# Jack Whitehall
Pour les articles homonymes, voir Whitehall (homonymie).
Jack Whitehall, né le 7 juillet 1988 à Westminster (Londres), est un humoriste, animateur de télévision et acteur britannique.
Il est surtout connu pour son stand-up et pour avoir joué le rôle de JP dans la série télévisée Fresh Meat, ainsi que le rôle d'Alfie Wickers dans la série télévisée Bad Education (qu'il a aussi co-écrite). Depuis 2012, il est un intervenant régulier du jeu télévisé A League of Their Own. Il présente aussi Backchat avec son père, Michael.

## Biographie

### Jeunesse et éducation
Jack Whitehall naît au Portland Hospital de la Cité de Westminster, dans le centre de Londres. Il est le premier enfant de l'actrice Hilary Amanda Jane Whitehall (née Isbister, connue sous le nom de scène Hilary Gish) et du producteur de télévision Michael John Whitehall. Ce dernier est notamment l'agent de Judi Dench, Colin Firth et Richard Griffiths. Jack Whitehall a une sœur (Molly Louisa, née en 1989) et un frère (Barnaby William, né en 1992). Il a deux parrains, les acteurs Nigel Havers et Richard Griffiths.
Il est allé à la Tower House School (Barnes, ouest de Londres), au même endroit que la star de la Saga Twilight Robert Pattinson. Il en plaisante souvent, mentionnant qu'il en voulait à Pattinson de prendre tous les meilleurs rôles des pièces de théâtre de l'école. Jack Whitehall a également mentionné dans une interview qu'il a auditionné pour le rôle de Harry Potter après la visite de l'équipe de casting à son école. Il est ensuite allé à la Dragon School à Oxford, puis au Marlborough College, une école indépendante dans le Wiltshire.
Il prend ensuite une année sabbatique lors de laquelle il entreprend une carrière dans le stand-up. Il a étudié l'histoire et l'art à l'Université de Manchester pour seulement deux trimestres.
Il a déclaré que son héros en comédie est Jack Dee, après l'avoir brièvement rencontré lorsqu'il était plus jeune.

### Vie privée
Il a été en couple avec l'actrice Gemma Chan de 2011 à 2017,.

## Carrière

### Carrière à la télévision et à la radio
En 1997, il apparaît dans la série Noah's Ark à 9 ans. En juin 2008, il présente la première semaine de Big Brother's Big Mouth sur E4 ainsi que la douzième semaine en août. En septembre et novembre, il apparaît pour la première et seconde fois dans le jeu télévisé de Channel 4, 8 Out of 10 Cats. Il y participe ensuite à de nombreuses reprises.
En janvier 2009, il présente Celebrity Big Brother's Big Mouth et apparaît dans The Sunday Night Project. Le 5 juin, il fait sa troisième apparition dans 8 Out of 10 Cats, puis co-présente l'émission satirique TNT Show avec Holly Walsh sur Channel 4. En août, il apparaît dans le panel show de Channel 4 You Have Been Watching, présenté par Charlie Brooker. En septembre, il participe pour la première fois à Would I Lie to You? ainsi que dans le panel show Mock the Week sur BBC Two. En octobre, il co-anime en tant qu'invité un épisode de l'émission Never Mind the Buzzcocks.
En janvier 2010, Jack Whitehall fait sa quatrième apparition dans 8 Out of 10 Cats, suivie en février par sa deuxième apparition dans Mock the Week, et une première apparition dans Argumental sur Dave. Le 30 mars 2010, il prend part dans au Channel 4's Comedy Gala, un gala de bienfaisance organisé pour venir en aide au Great Ormond Street Hospital et filmé en direct à l'O2 Arena de Londres et diffusé le 5 avril. En avril, il apparaît dans l'émission de sport A League of Their Own présentée par James Corden, et le 11 juin il fait sa cinquième apparition dans 8 Out of 10 Cats, suivie en juin par sa troisième apparition dans Mock the Week. En juin et juillet 2010, Whitehall est un participant régulier de la première saison de l'émission Stand Up for the Week sur Channel 4 aux côtés d'Andi Osho, Kevin Bridges, Rich Hall et du présentateur Patrick Kielty. En septembre, il fait sa sixième apparition dans 8 Out of 10 Cats, et en septembre et octobre, ses quatrième et cinquième apparitions dans Mock the Week. En octobre, il apparaît dans un deuxième épisode de Argumental, et il honore la présentatrice de l'émission Big Brother Davina McCall dans le show A Comedy Roast sur Channel. En octobre, il a le rôle principal du deuxième épisode de Dave's One Night Stand, ce qui est suivi par sa deuxième apparition dans A League of Their Own, et le 1er novembre, il apparaît dans Ask Rhod Gilbert. En décembre, il apparaît sur la scène du Royal Variety Performance de 2010, et en décembre, il apparaît dans la sixième saison de Live at the Apollo, qui avait été filmée le 27 septembre.
En février 2011, Jack Whitehall apparaît dans l'émission Comedy Central Presents Jack Whitehall aux États-Unis. En mars, il apparaît dans l'émission de football de la BBC Score Final, faisant un reportage sur le match nul d'Arsenal face à Sunderland à l'Emirates Stadium. De mars à mai, il retourne régulièrement dans la deuxième saison de Stand Up for the Week sur Channel 4 aux côtés d'Andi Osho, Kevin Bridges et Rich Hall, et rejoint pour la nouvelle saison par Jon Richardson. En mars, Jack Whitehall et Kevin Bridges présentent Jack and Kevin's Comic Relief Lock-In, qui emporte le Comic Relief jusqu'aux dernières heures de la nuit avec une sélection des meilleurs clips de comédie des deux dernières années. En mai 2011, il fait sa première apparition dans un chatshow américain, interviewé par Ellen DeGeneres dans The Ellen DeGeneres Show. En juin, il apparaît lors de la deuxième édition annuelle du Channel 4's Comedy Gala, qui avait été filmé en mai. En juin, il fait une septième apparition dans l'émission 8 Out of 10 Cats.
En juillet 2011, Jack Whitehall apparaît aux côtés de Lorraine Kelly dans l'émission de Channel 4 King Of…, présentée par Claudia Winkleman. En juillet 2011, il fait une sixième apparition dans Mock the Week, puis il est apparu dans la version britannique de The Marriage Ref avec Jack Dee et Katherine Kelly. Il est invité dans l'émission Chris Moyles' Quiz Night sur Channel 4, présenté par le DJ de la station BBC Radio 1 Chris Moyles, et en septembre il fait sa deuxième apparition dans Would I Lie to You?. Il fait ses débuts en tant qu'acteur dans la série de comédie dramatique Fresh Meat sur Channel 4, créé par les créateurs de Peep Show. Dans la série, il joue le rôle de J. P., un garçon d'école publique qui a échoué à entrer dans une « véritable » université. La première saison, dans laquelle il partage la vedette aux côtés de Joe Thomas, est diffusée jusqu'en novembre 2011 et a reçu l'acclamation de la critique. Une deuxième, troisième et quatrième saisons sont diffusées sur Channel 4 au Royaume-Uni. En septembre, lui et son père Michael apparaissent dans l'émission The Million Pound Drop Live, présentée par Davina McCall. Le 30 novembre, il est annoncé qu'il écrirait et jouerait dans une nouvelle comédie pour la chaîne BBC Three intitulée Bad Education.
Il décroche une série de divertissement en six parties sur la chaîne Channel 4, appelée « Hit The Road Jack », diffusée le 20 mars 2012, suivant la tournée sa tournée tout autour du pays. Il intervient régulièrement dans la cinquième saison de A League of Their Own sur Sky1 en 2012.
En 2012, Jack Whitehall joue dans la série de comédie dramatique Bad Education sur BBC Three, série qu'il a aussi écrite et diffusée à partir du 14 août. Il y joue le rôle d'Alfie, un enseignant qui est « le pire professeur à avoir honoré le système éducatif britannique et qui est un plus grand gamin que les enfants de sa classe ». Dans la série jouent aussi Mathew Horne Fraser, le directeur de l'école, Sarah Solemani, dans le rôle de Miss Gulliver, la professeure de biologie, et Michelle Gomez, qui joue Miss Pickwell, la deputy head. En 2015, Jack Whitehall joue dans la suite au cinéma de la série qui raconte un voyage scolaire en Cornouailles. Le film a été provisoirement intitulé The Bad Education Movie.
Le 30 novembre 2012, Jack Whitehall est présentateur invité de l'émission Have I Got News for You (saison 44, diffusion 7). Le 3 janvier 2013, il fait la promotion de son premier DVD dans une interview avec Mark Lawson lors de l'émission de BBC Radio 4 Front Row. Le 24 novembre 2013, il joue dans le gala de charité de l'Old Vic intitulé « 24 Hour Plays », lors duquel une série de pièces de dix minutes chacune sont écrites, répétées et jouées en 24 heures. Toujours en 2013, Jack Whitehall prête sa voix dans le film d'animation de Disney La Reine des neiges pour la version britannique du film. Son personnage, un troll prêtre nommé Gothi, a deux lignes de dialogue. Cependant, la version avec sa voix n'est pas utilisée dans la sortie en DVD et Jack Whitehall est coupé du film.

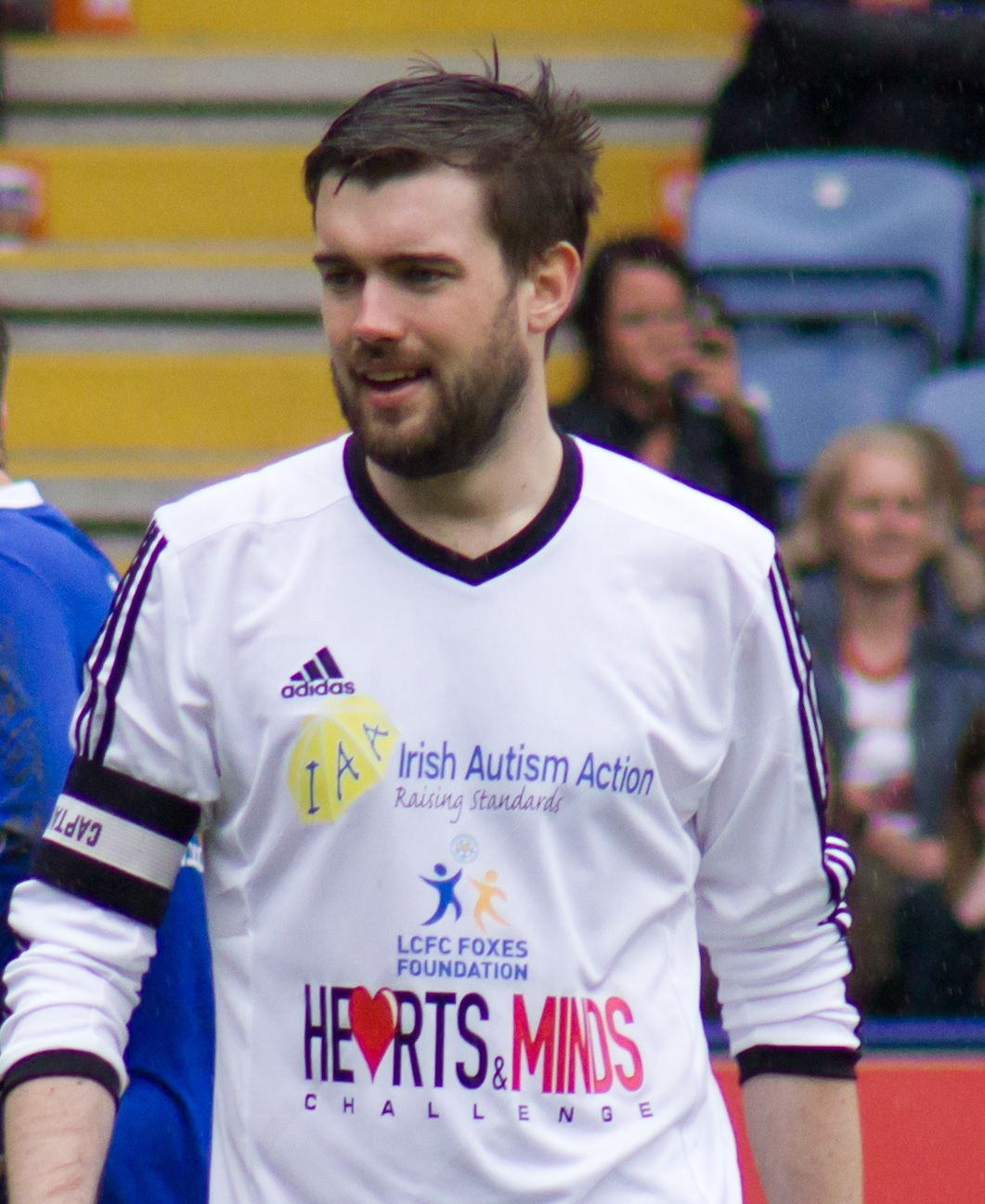
Jack Whitehall en 2014, jouant à un match de football pour une cause caritative

En février 2014, il est l'invité vedette de Top Gear malgré le fait qu'il n'avait conduit qu'une fois auparavant, et roule sur le Top Gear Test Track. En décembre 2014, il fait une apparition dans la deuxième saison de la parodie à propos de Peter Gabriel intitulée The Life of Rock with Brian Pern, diffusée sur BBC Two. En 2015, il joué le chic randonneur Hugo dans « La Couchette », le premier épisode de la deuxième saison d'anthologie Inside No. 9.
Le 24 octobre 2014, il présente The Feeling Nuts Comedy Night sur Channel 4, l'événement inaugural du Feeling Nuts Movement, organisme de sensibilisation au cancer des testicules.

### Stand-up
Jack Whitehall commence sa carrière d'humoriste au Festival Fringe d'Édimbourg lors du Pleasance Theatre's Comedy Reserve showcase. Auparavant, il avait présenté un sketch au même festival appelé Comic Abuse. Il remporte le Amused Moose Laugh Off 2007, est finaliste dans le Laughing Horse New Act of The Year competition, finaliste dans So You Think You're Funny?, et gagnant de la Charlie Harthill Special Reserve la même année. Il est également nommé dans la catégorie « Best Newcomer » aux 2008 Chortle Awards, et est finaliste au Hackney Empire New Act of the Year.
En août 2009, à Whitehall, a effectué son premier solo de stand-up show, Nearly Rebellious, au Festival Fringe d'Édimbourg. La même année, il est nommé dans la catégorie « Best Newcomer » aux Edinburgh Comedy Awards.
Le 30 mars 2010, Jack Whitehall prend part dans au Channel 4's Comedy Gala, un gala de bienfaisance organisé pour venir en aide au Great Ormond Street Hospital et filmé en direct à l'O2 Arena de Londres et diffusé le 5 avril. Jack Whitehall apparaît ensuite en juillet au festival comique Juste pour Rire de Montréal, puis retourne au Fringe d'Édimbourg en août avec son deuxième spectacle solo, intitulé Learning Difficulties. Le 27 septembre, il apparaît à l'Hammersmith Apollo devant une salle comble pour l'enregistrement de la sixième série de Live at the Apollo, diffusée le 17 décembre. Également en 2010, il est choisi par Variety Magazine comme l'un de leurs « prestigious ten stars of the future ».
En janvier 2011, Jack Whitehall est nommé par le British Comedy Awards dans la catégorie « Best Comedy Breakthrough ». Le 12 mars, il établit un nouveau Guinness World Records avec Dara Ó Briain et Jon Richardson pour avoir présenté le « Highest stand up comedy gig in the world » sur un vol de la British Airways pour le Comic Relief. Le 24 mai, Jack Whitehall prend part à la deuxième édition annuelle du Channel 4's Comedy Gala, diffusé le 10 juin.
En août 2011, Jack Whitehall effectue deux spectacles au Festival Fringe d'Édimbourg. Son troisième solo de stand-up, Let's Not Speak of This Again. Il effectue également une série de quatre émissions de stand-up montre avec son père Michael Whitehall, appelée Backchat, qui fait salle comble. Les deux show reçoivent un accueil très favorable de la critique.
Il apparaît dans la première saison du Dave's One Night de la chaîne de télévision comique Dave, enregistrant pour cela un spectacle au Haymarket Theatre à Londres. Des invités sont de plus venus le rejoindre sur scène.
En novembre 2011, Jack Whitehall effectue deux one-man shows qui font salle comble au Hammersmith Apollo. Ces spectacles terminent sa tournée nationale intitulée Let's Not Speak of This Again. Les deux spectacles reçoivent de très bonnes critiques.

### Cinéma
En 2021, il est à l'affiche de Jungle Cruise de Jaume Collet-Serra aux côtés d'Emily Blunt et Dwayne Johnson.

## Controverses
En septembre 2009, il est accusé d'avoir volé l'une des routines du stand-up de l'humoriste Stewart Lee dans son spectacle Nearly Rebellious show,. Stewart Lee avait raconté cette blague, qui aborde le sujet de la vie après que l'homme a marché dans l'espace, au festival Juste pour Rire de Montréal dans les années 1990, festival qui avait été filmé pour la télévision par The Comedy Network. Lorsque Jack Whitehall raconte sa version au Edinburgh Fringe festival en 2009, une critique du journal Metro le décrit comme ayant « répété » le sketch de Stewart Lee « presque verbatim ».
Le 20 octobre 2009, Robbie Williams est accusé d'avoir volé l'une des blagues de Jack Whitehall dans son très médiatisé spectacle de « retour » dans le cadre des Electric proms de la BBC à la Camden Roundhouse. L’exécution originelle de la blague par Jack Whitehall, un one-liner qui joue sur l'expression « to look down on someone », est votée cinquième meilleure blague Edinburgh Fringe Festival de l'année dans un sondage réalisé par la chaîne de télévision Dave.
Le 20 juin 2010, une photographie de lui paraît dans le journal News of the World. Cette photo le montrerait en possession de cocaïne à Manchester,. Il présente rapidement des excuses pour son comportement, mais n'infirme ni ne confirme les allégations du journal,. Plus tard dans la même semaine, il apparaît dans le premier épisode de Stand Up for the Week aux côtés de son confrère humoriste Patrick Kielty, qui profite de l'occasion pour faire une allusion moqueuse à l'article.
Le 30 décembre 2012, il participe à l'émission The Big Fat Quiz of the Year, au cours de laquelle il fait une blague à propos de la reine Élisabeth II. Le jour suivant, des plaintes concernant celle-là sont déposées à l'Ofcom. Une polémique médiatique s'ensuit, ce qui mène la National Television Awards à déclarer publiquement que Jack Whitehall ne serait pas obligé de démissionner de son poste de présentateur de la cérémonie de remise des récompenses ayant lieu plus tard dans le mois.

## Filmographie

### Cinéma
- 2014 : Astérix : Le Domaine des dieux (Asterix: The Mansions of the Gods) d'Alexandre Astier : Astérix (voix anglaise)
- 2015 : The Bad Education Movie d'Elliot Hegarty : Alfie Wickers (également scénariste)
- 2016 : Joyeuse fête des mères (Mother's Day) de Garry Marshall : Zack
- 2018 : Casse-Noisette et les Quatre Royaumes (The Nutcracker and the Four Realms) de Lasse Hallström et Joe Johnston : Harlequin
- 2019 : Royal Corgi (The Queen's Corgi) de Vincent Kesteloot et Ben Stassen : Rex (voix anglaise)
- 2021 : Jungle Cruise de Jaume Collet-Serra : McGregor Houghton
- 2021 : Clifford (Clifford the Big Red Dog) de Walt Becker : Oncle Casey
- 2023 : Le Robot Qui Me Ressemblait de Casper Christensen (en) et Anthony Hines : Charles

### Télévision

#### Séries télévisées
- 1993 : The Good Guys : Guy McFadyean Jr
- 1997 : Noah's Ark : Ben Wiston
- 2008 : Ruddy Hell ! It's Harry and Paul : Un employé
- 2011 : Little Crackers : Robin
- 2011 - 2013 / 2016 : Fresh Meat : Jonathan 'J.P.' Pembersley
- 2012 - 2014 : Bad Education : Alfie Wickers (également scénariste et producteur associé)
- 2013 - 2014 : Psychobitches : Diana Spencer / Le prince endormi / Maria Von Trapp
- 2014 : The Life of Rock with Brian Pern : Tony Pebble jeune
- 2015 : Inside No. 9 : Hugo
- 2015 : Cockroaches : Oscar
- 2015 : Thunderbirds : François Lemaire (voix)
- 2016 : Drunk History : Sir Walter Raleigh
- 2017 : Decline and Fall : Paul Pennyfeather
- 2017 - 2019 : Bounty Hunters : Barnaby Walker
- 2018 : Urban Myths : Mark Feld
- 2019 : Good Omens : Newton Pulsifer

#### Téléfilm
- 2014 : An American Education de Craig Zisk : Alfie Wickers (également producteur exécutif)

## Récompenses
- Vainqueur : King of Comedy, British Comedy Awards 2014
- Vainqueur : King of Comedy, British Comedy Awards 2013
- Vainqueur : King of Comedy, British Comedy Awards 2012
- Nommé : Best Male Comedy Breakthrough Artist 2011, British Comedy Awards 2011
- Nommé : Best Newcomer, Edinburgh Comedy Awards 2009
- Nommé : Chortle Best Newcomer 2008
- Finaliste : Hackney Empire New Act 2008
- Vainqueur : Amused Moose 2007
- Vainqueur : Charlie Harthill Special Reserve 2007
- Finaliste : So You Think You’re Funny? 2007
- Seconde place : Laughing Horse Final 2007

### Sorties DVD
- Live (19 novembre 2012)
- Gets Around: Live From Wembley Arena (24 novembre 2014)

## Voix francophones
En France
- Julien Allouf[50] dans :
  - Robots
  - Jack Whitehall: Fatherhood with My Father (documentaire)
  - Jack Whitehall : Mission Noël (en)
- Valentin Merlet dans :
  - Casse-Noisette et les Quatre Royaumes
  - Jungle Cruise

Et aussi
- Fabrice Josso dans Joyeuse fête des mères
- Juan Llorca dans Good Omens[50] (série télévisée)
- Rémi Caillebot dans Clifford[50]
- Eilias Changuel dans The Afterparty[50] (série télévisée)